# Boissonneaua matthewsii
Boissonneaua matthewsii là một loài chim trong họ Trochilidae.

## Hình ảnh

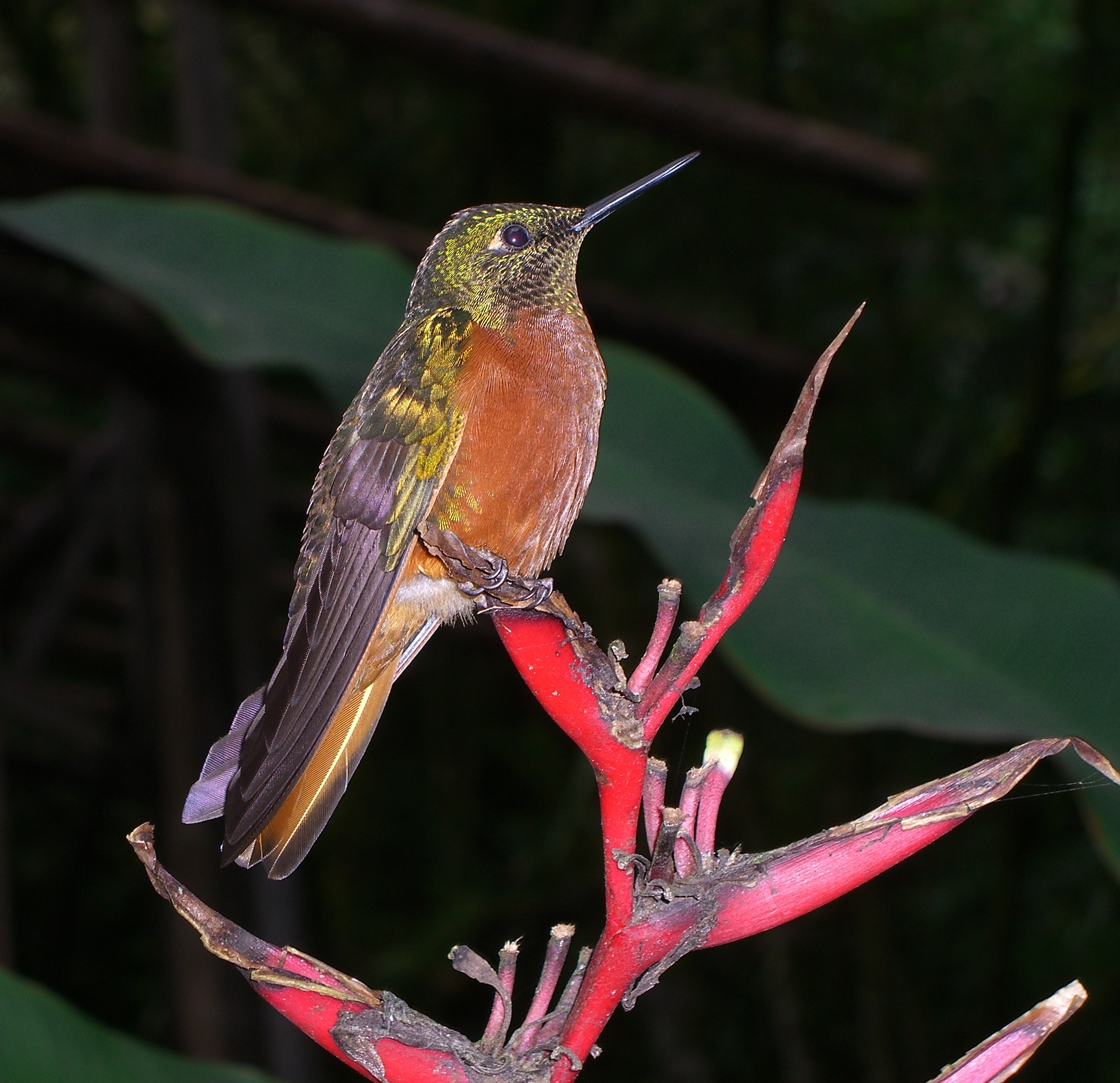
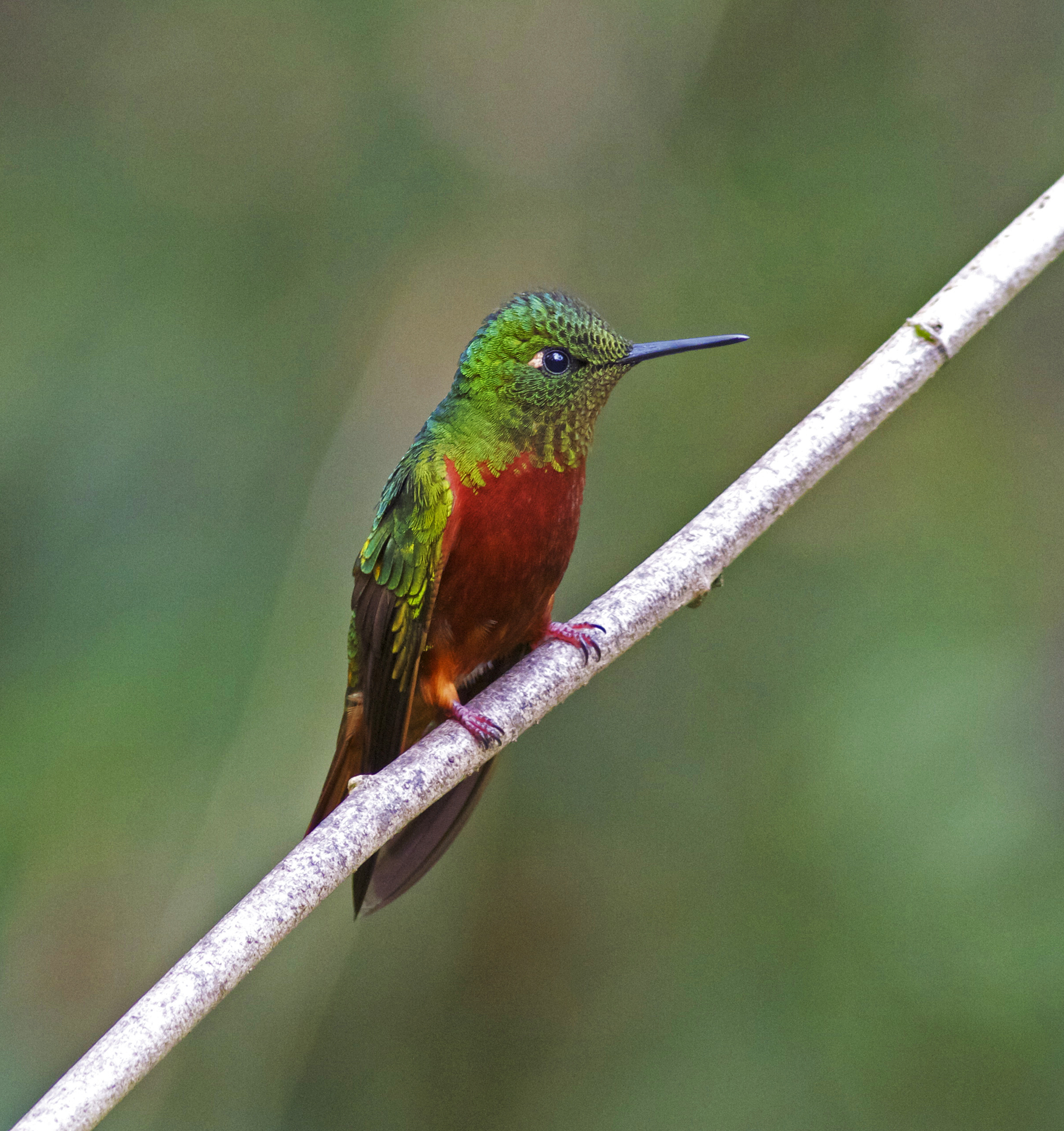